# Consejo ruso
El Consejo Ruso fue un gobierno de Rusia en el exilio creado por Wrangel, que existió desde el 5 de abril de 1921 hasta el 20 de septiembre de 1922.

## Actividad
El lugar de creación y comienzo del consego es la embajada rusa en Constantinopla. Wrangel siguió una política de no partidismo. No quería discusiones políticas entre los miembros del Consejo, ya que creía que esto conduciría a una división en las filas de la emigración blanca. En septiembre de 1922, Wrangel se mudó de Constantinopla al Reino de los Serbios, Croatas y Eslovenos, primero al suburbio de Topcider en Belgrado y luego a Sremski Karlovci, donde tiempo después se disolveria el Consejo.

### Miembros del Consejo
El Consejo Ruso incluía a políticos rusos de varias direcciones: monárquicos, socialistas y Liberales. El Consejo Ruso incluía a varios exmiembros de la Asamblea Constituyente.

## Fuerzas Armadas
El ejército ruso en Gallipoli en mayo de 1921 contaba con casi 50 mil personas. Pronto fue evacuado al Reino de los Serbios Croatas y Eslovenos y Bulgaria, y en 1924 se transformarial en la ROVS encabezado por el Barón Wrangel. El escuadrón incluyó un escuadrón ruso hasta el 30 de octubre de 1924, compuesto por 4 destacamentos. También hubo 6 cuerpos de cadetes, que existieron en Yugoslavia hasta 1945, en Francia hasta 1964. La última unidad militar rusa, el Regimiento Ruso de Shanghái, se disolvió en 1947. ROVS todavía existe. En la Federación Rusa:
1. El Cuerpo de Cadetes de Don que lleva el nombre del emperador Alejandro III, formado en 1883, en 1933 se fusionó con el cuerpo del Gran Duque Konstantin Konstantinovich, creandose de nuevo por la asociación de cadetes y la ROVS en 1992.
2. Segundo Cuerpo de Cadetes del Emperador Nicolás II de Donskoy, en 1997 Andrei Schmemann confirmó que es el sucesor del Cuerpo de Cadetes de Versalles que lleva el nombre de Nicolás II.
3. clubes históricos de las antiguas formaciónes de la RIA y BA.
4. Formaciones de cosacos.

## Consejo de Embajadores
Fue creado durante la Guerra Civil por los embajadores rusos en el extranjero. Los embajadores eran empleados del Ministerio de Relaciones Exteriores. Obedecieron primero a Kolchak, luego a Wrangel. Sirvieron como embajadores rusos hasta la década de 1930. Giers, embajador en Roma, se convierte en su presidente. El exministro de Finanzas del Gobierno Provisional - Bernatsky, se convirtió en el jefe del consejo financiero. Allí también trabajó el expresidente del Gobierno Provisional, el príncipe Gueorgui Lvov. En 1932, el Consejo de Embajadores estuvo encabezado por Maklakov. Uno de los miembros del Consejo de Embajadores sirvió en el Comité Asesor de la Oficina Internacional de Refugiados de la Sociedad de Naciones. Para 1940, el Consejo de Embajadores dejó de existir (tras el reconocimiento de la URSS por parte de las principales potencias mundiales).

## notas
1. ↑  «Русский Совет. Париж. 1921. С.12.». Archivado desde el original el 9 de mayo de 2016. Consultado el 21 de febrero de 2022.
2. ↑  Русская военная эмиграция
3. ↑  Долгоруков П.Д. Великая разруха. Воспоминания основателя партии кадетов. 1916–1926. М.: Центрполиграф. 2007.

- Datos: Q4400842